# Jawad El Yamiq
Jawad El Yamiq (Khouribga, 29 februari 1992) is een Marokkaanse voetballer die doorgaans als verdediger speelt. Hij verruilde Real Valladolid in augustus 2023 voor Al-Wahda. El Yamiq debuteerde in 2016 in het Marokkaans voetbalelftal.

## Clubcarrière

### Olympique Khouribga
El Yamiq begon zijn profcarrière op twintigjarige leeftijd bij Olympique Khouribga. El Yamiq doorliep de jeugdelftallen van Olympique Khouribga en kreeg in de zomer van 2012 zijn eerste contract. Hij maakte op 11 maart 2012 zijn debuut in het eerste elftal in een uitwedstrijd in de Botola Maroc Telecom tegen KAC Kenitra. Hij speelde uiteindelijk 127 wedstrijden voor de club en wist zeven keer te scoren.

### Raja Casablanca
In de zomer van 2016 maakte Jawad El Yamiq de overstap naar Raja Casablanca. Hij maakte op 28 augustus zijn debuut in de eerste competitiewedstrijd voor Raja Casablanca, tijdens een met 4-0 van KAC Kenitra gewonnen wedstrijd.

### Genoa CFC
El Yamiq verkaste in januari 2018 naar Genoa CFC en tekende daar een contract voor drie jaar. Na vier wedstrijden gespeeld te hebben werd El Yamiq verhuurd aan Perugia om wat ervaring in Italië op te doen. El Yamiq speelde in het seizoen 2018/2019 in totaal 23 wedstrijden waarin hij één keer scoorde. In de voorbereiding op het seizoen 2019/2020 sloot El Yamiq weer aan bij Genoa.

## Interlandcarrière
El Yamiq maakte op 24 maart 2017 zijn debuut in het Marokkaans voetbalelftal, in een gewonnen thuiswedstrijd tegen Burkina Faso

## Erelijst
| Competitie                  | Team | Jaren |
| --------------------------- | ---- | ----- |
| Olympique Khouribga         |      |       |
| Bekerwinnaar Coupe du Trône | 1x   | 2015  |
| Raja Casablanca             |      |       |
| Bekerwinnaar Coupe du Trône | 1x   | 2017  |

1 Bounou ·
2 Hakimi ·
3 Mazraoui ·
4 Amrabat ·
5 Aguerd ·
6 Saïss  ·
7 Ziyech ·
8 Ounahi ·
9 Hamdallah ·
10 Zaroury ·
11 Sabiri ·
12 Munir ·
13 Chair ·
14 Aboukhlal ·
15 Amallah ·
16 Ezzalzouli ·
17 Boufal ·
18 El Yamiq ·
19 En-Nesyri ·
20 Dari ·
21 Cheddira ·
22 Tagnaouti ·
23 El Khannous ·
24 Benoun ·
25 Attiyat Allah ·
26 Jabrane ·
Coach: Regragui